# ميخائيل بوند (طبيب نفسي)
ميخائيل بوند (بالإنجليزية: Michael Bond)‏ هو طبيب نفسي بريطاني، ولد في 15 أبريل 1936.